# 九陽真經
《九陽真經》是金庸小說《倚天屠龍記》中虛構的武學巨著，是金庸武俠小說系列中的最絕頂之內功心法，威力可能與另一路少林無上神功《易筋經》難分上下。
金庸武俠小說系列中練成全套《九陽真經》的人物，除了創始人外，就只有《倚天屠龍記》的主角張無忌 一人而已，次之為《神鵰俠侶》、《倚天屠龍記》中的少林僧人覺遠（未能突破最後大關，內力耗盡而且死）。另外，武當派創始人張三豐及其弟子武當七俠、峨眉派創始人郭襄、風陵師太、滅絕師太、周芷若和少林派的無色禪師、空見大師、圓真（成昆）等皆有修練過真經中的部分功夫，九陽真經更直接造就武當派和峨嵋派成立和問鼎江湖，亦重振少林派一蹶不振的劣勢，成為中原第一大派。

香港現代技擊漫畫《龍虎門》及《新著龍虎門》中的主角王小虎所練的內功亦是《九陽真經》，書中稱之為《九陽神功》，可見其作者黃玉郎受金庸武俠世界影響甚深。

## 概述

### 成書經過
在《倚天屠龍記》第一版中，《九陰真經》和《九陽真經》是達摩所寫下（二版起《九陰真經》為黄裳所著）。在第一版中描述《九陽真經》雖然只有內功，但神功大成後卻非世間任何奇怪奇妙的武功所能傷害。
二版中，《九陽真經》相傳是達摩祖師所寫下的，但後來張君寶悟到達摩祖師是天竺人，就算會寫中華文字，也必文理粗疏，《九陽真經》文字佳妙，外國人決計寫不出，定是後世中土人士所作，多半是少林寺中的僧侶假托達摩祖師之名寫在天竺文字的《楞伽經》夾縫之中。
在新修版中，金庸修改成在嵩山中一名曾為儒為道為僧的青城奇士鬥酒勝了王重陽，得以借觀《九陰真經》，但此人觀看後覺得《九陰真經》陰氣太重，一味崇揚道家黃老之學，只重以柔克剛、以陰勝陽，未及陰陽互濟之妙（實因此人不懂九陰真經梵文總綱，𣎴知道九陰真經終極境界仍是陰陽互濟），於是在四卷梵文《楞伽經》的行縫之中，寫下自創的《九陽真經》。
九陰真經對內功與外家功夫都有描述，包羅萬有，性質偏向百科書，而九陽真經則是純粹專精內功，偏向剛猛，故是「玄冥神掌」、「幻陰指」等陰寒功夫的刻星，當然九陽神功最高境界仍是「剛柔並濟」，這與九陰真經梵文總綱類似甚至相同，但總綱能把幻象轉為神通，九陽真經則能百毒不侵，兩者各有千秋。然而，九陽真經始終缺乏外功招式相輔，因此單修習九陽真經來對敵傷害有限，最多依賴內力震退敵人，故習得九陽神功未必是武林高手，相反可能依然不通武學。相比九陰真經，九陽真經內容較為顯淺易明，往往修習數年便見成果，道理雖不像九陰真經博大精深，道理言淺意深看似較易領悟，故毫无武功根基的覺遠和張無忌等人也可快速上手。另外，九陽真經修習時間雖较九陰真經短，但修練的安全性則較低，尤其最後一關需自行打通任督二脈，否則內力不能源源不絕而生，真氣逆絕而死，而且常人如無名師指點或是偶遇奇緣剋服困難是很難破關大成，便一大變故便內力衰竭甚至走火入魔而亡，覺遠便是一例，故九陽真經的大成門檻實際比按部就就班，循序漸進的九陰真經高得多，大成者往往需靠資質和機遇𣎴可。

### 重見天日
於《神鵰俠侶》結尾，蒙古武士尹克西和瀟湘子在被「神鵰大俠」楊過和「東邪」黃藥師在襄陽酒館各自分别以黯然銷魂掌和彈指神通戲耍打敗，竟然逃到嵩山借療傷之名妄圖盜取絶書，後發現張君寶（孩童時期的張三丰）在少林寺廊下讀《楞伽經》，發現其閱讀實為武功秘笈《九陽真經》尹克西悄悄走到他身後，伸手點了他的穴道，把那四卷《楞伽經》取去。

### 經在猿中
之後，張君寶和其師父覺遠追趕尹克西和瀟湘子二人至華山，巧遇前往拜祭洪七公的楊過、小龍女、郭襄、郭靖、黃蓉、周伯通等人。瀟湘子和尹克西企圖胡弄覺遠，瀟湘子更妄圖偷襲覺遠，反被覺遠體內的九陽真氣震傷，之後在楊過的指點下張君寶配合九陽真氣成功打敗二人，尹克西和瀟湘子眼看無法脫身，剛好身邊有隻蒼猿，兩人心生一計，便割開蒼猿肚腹，將經書藏在其中。後來覺遠、張君寶、楊過等搜索瀟湘子、尹克西二人身畔，不見經書，便放他們帶同蒼猿下山。後來瀟湘子和尹克西帶同蒼猿，遠赴西域，兩人心中各有所忌，生怕對方先習成經中武功，害死自己，互相牽制，遲遲不敢取出猿腹中的經書，最後來到崑崙山的驚神峰上，尹湘兩人互施暗算，鬥了個兩敗俱傷而死。這部修習內功的無上心法，從此留在蒼猿腹中。

### 覺遠傳經
尹克西臨死時遇見崑崙派的「崑崙三聖」何足道而良心不安，請他赴少林寺告知覺遠大師，那部經書是在這頭蒼猿的腹中。但他說話之時神智迷糊、口齒不清，他說「經在猿中」，由于“猿”字跟“油”字發音都差不多，何足道卻聽做「經在油中」。何足道信守然諾，果然遠赴中原，然而，何足道年少氣盛，偏要和少林僧人比武一翻，張君寶以九陽真經和郭襄所逆送的少林「鐵羅漢」打退何足道，何足道這句「經在油中」的話跟覺遠說了。覺遠無法領會其中之意，固不待言，反而惹起一場絕大的風波，暴露了張君寳師徒私學武功事實，令覺遠、張君寶被少林寺所逐。少林一行人追殺覺遠、張君寶和擅闖少林寺的郭襄之際，覺遠以鐵桶把二人救走，自己因未能突破九陽神功之玄以致真氣耗盡而亡，覺遠圓寂前唸起《九陽真經》，令郭襄、張君寶和在旁偷聽少林寺羅漢堂首座無色禪師各有所悟；無色得其高，因為是三人中武功最高，並與其本身武功印證；郭襄得其博，由於家學淵博、所學甚廣；張君寶得傳承最多，當時他的武功全無根基，所學反而最精純。後來郭襄、張君寶出家開創峨嵋、武當兩派，各自以此為基礎，分別結合家學和遒藏創出了「少林九陽功、峨嵋九陽功、武當九陽功」，共三脈《九陽功》，並成為一代武學宗師。

### 為張無忌所得
大约九十年後，張君寶（張三豐）的徒孫即《倚天屠龍記》中的男主角張無忌中了「玄冥二老」的玄冥神掌寒毒，飽受煎熬，幾乎喪命，即使張三豐與武當六俠不斷輪流交替輸出「武當九陽功」亦於事無補，畢竟「武當九陽功」只佔九陽真經原卷的十之一二，相比之下微不足道，故最多只能暫時壓着毒性，據張三豐理解只有張無忌自行練成全套九陽真經中所載無上内功，方能陰陽互濟，化其至陽，以陽剋陰，才能驅除寒毒，這是驅毒的唯一法門，其原理與《神鵰俠侶》中楊過與小龍女把陰寒內力逆行為陽剛內力療傷類似，只是九陽神功不用借助外力，然則九陽真經原卷早已不知去向，張無忌從而只能苦索峨嵋、少林兩派的九陽功但無果，生命實際上己倒數計時，幾年後，張無忌憑死被朱武連環莊莊主朱長齡的意外迫入崑崙山一山谷，巧遇當年的蒼猿，因好心治療其肚腹上的傷痕，竟意外取出內藏之經書，得以習得完整的九陽神功，不但纏綿體內的玄冥神掌寒毒盡皆驅除，百毒不侵，內力更提升至絕高的境界，成為無上的護體神功，成為邁向武林頂尖高手的起點，為日後短時間習得乾坤大挪移、太極劍法、太極拳法、聖火令武功奠下基礎，在幾者相輔才成就張無忌武功天下第一的地位，非完全九陽神功功勞。然而，張無忌始終末有名師指點，一時之間末能突破最後玄關，遇着高手時隨時可能因九陽真氣無處宣泄，導致真氣逆絕而亡，像當年的覺遠大師一樣，需待得到困在明教「五散人」之一的說不得乾坤一氣袋中的奇遇後，才成功自行打通奇經八脈，原理雖與《射鵰英雄傳》洪七公以《九陰真經》總綱自行打通奇經八脈驅毒恢復功、一燈大師以「一陽指」外力協助黃蓉打通奇經八脈有異曲同工之妙（按估計亦可為張無忌驅寒毒，只是九陰真經被藏在倚天劍，張三丰固然不知，「一陽指」早巳無人練成），當然九陽真經的打通奇經八脈玄關相對更為兇險，張無忌中了成昆的「幻陰指」後，需要歷經全身燥熱，有如火焚的苦刑，再衝破乾坤一氣袋，逹至水火相濟，龍虎交會，張無忌的九陽神功終於真正大功告成。

### 暫埋土中
在張無忌走進崑崙山山谷的五年後，他完全學會了九陽真經，於是把胡青牛的《醫經》、王難姑的《毒經》和四卷載有《九陽真經》的《楞伽經》埋在地洞裡，待有緣人得之。

## 經文選輯
- 第二卷經文中：「抱一含元，呼翕九陽，此書可名《九陽真經》。」
- 「他強由他強，清風拂山崗；他橫任他橫，明月照大江。」
- 「他自狠來他自惡，我自一口真氣足。」

## 軼聞
2025年，中共中央政治局委員兼中國外交部長王毅在第61屆慕尼黑安全會議發言時曾引用「他強任他強，清風撫山崗；他橫任他橫，明月照大江」，以顯示中國人的氣度和中華民族的品格，並且著在場的翻譯員如果不明白其意思，可以使用DeepSeek幫忙。